# 2743 Chengdu
2743 Chengdu (1965 WR) là một tiểu hành tinh vành đai chính được phát hiện ngày 21 tháng 11 năm 1965 bởi Đài thiên văn Tử Kim Sơn ở Nam Kinh.